# Fredi M. Murer
Alfred «Fredi» Melchior Murer (* 1. Oktober 1940 in Beckenried, Nidwalden) ist ein Schweizer Filmemacher.

## Leben
Fredi M. Murer kam 1940 als jüngstes von sechs Kindern zur Welt. Die Familie siedelte bald nach Altdorf (Uri) über, wo  Murer zur Schule ging. Mit knapp 13 Jahren sah er zum ersten Mal im Leben einen Film (The Kid von Chaplin).
Ab 1959 studierte Murer an der Kunstgewerbeschule Zürich. Anfänglich besuchte er Kurse für Zeichnen, wechselte dann aber bald zur Fotografie. Seit 1965 lebt er vom Filmen. 1975 machte er einen Studienaufenthalt in den USA. Heute lebt Murer in Zürich.

## Werk
Das Schaffen von Murer ist stark durch seine Jugendzeit im Kanton Uri geprägt. Er wurde durch die Bildwelt von Heinrich Danioth und die Sammlung mit Urner Sagen von Pfarrer Josef Müller beeinflusst. In Kritiken zu Murer wird von „seinen Berglern“ gesprochen, die er zeigt. Murers Filme überzeugen mit ihrer Zurückhaltung, Einfachheit und Schlichtheit.
Im Dokumentarfilm Wir Bergler in den Bergen… näherte er sich zum ersten Mal deutlich der Mystik und Magie, die mit der Bergwelt und deren Bevölkerung verbunden sind. Der Film zeigt die Situation in drei verschiedenen Seitentälern des Kantons Uri: Das natürlich gebliebene Maderanertal, das vom Tourismus betroffene Schächental, wo die Bauern das Einkommen mit zusätzlicher Fabrikarbeit aufbessern müssen; und das Tal der Göscheneralp, wo das Dorf einem Stausee weichen musste. In einem Tal bleibt die Bevölkerung noch, im zweiten muss sie ausziehen, im dritten ist sie ausgezogen.
Der ganz in Grau gehaltene Film Grauzone zeigt das urbane Gebiet, in das viele Bergler umgezogen sind.
Das bekannteste Werk von Murer ist der Spielfilm Höhenfeuer (1985). Er zeigt das Verhalten der Menschen in Isolation und Einsamkeit. Die Geschichte spielt zwar in einem Urner Tal, könnte aber auch in anderen Berggebieten der Welt spielen. Der Film kommt mit einem Minimum an Dialogen aus.
Im Dokumentarfilm Der grüne Berg (1990) lieferte Murer einen Beitrag zur Diskussion um die Lagerung radioaktiver Abfälle bei Wolfenschiessen  im Kanton Nidwalden.
Sein 1998 veröffentlichter Film Vollmond wurde im gleichen Jahr auf dem Montreal World Film Festival mit dem Grand Prix of the Americas ausgezeichnet und 1999 für den Schweizer Filmpreis als Bester Spielfilm nominiert. Ursprünglich waren zwei Filme geplant (Zweimal die ganze Wahrheit). Fehlende Finanzmittel machten eine Reduktion des Projektes notwendig.
Der Spielfilm Vitus erzählt die Geschichte eines hochbegabten Jungen, seines Widerstands gegen seine überambitionierten Eltern und der Beziehung zu seinem Grossvater. Auch die Finanzierung dieses Films erwies sich als überaus schwierig: fünf Jahre dauerte es, bis er zustande kam. Vitus konnte einige Publikumserfolge an internationalen Festivals feiern. Bei der Oscar-Ausscheidung erreichte er das Halbfinale.
Ende Juli 2008 wurde die Schweizer Filmakademie gegründet, deren Leitung Murer übernahm. Die Akademie soll sich zukünftig um die Organisation und das Nominierungsverfahren des Schweizer Filmpreises kümmern.

## Auszeichnungen (Auswahl)
- 1997 wurde Murer für sein Werk mit dem Innerschweizer Kulturpreis ausgezeichnet.
- 2019 ehrte das Locarno Film Festival Murer mit dem «pardo alla carriera» für sein Lebenswerk.[2]
- 2022: Ehrenpreis des Schweizer Filmpreises[3]

## Spezielles
Im September 2008 erschien im Rahmen der Serie «Prominente gestalten eine Briefmarke» bei der Schweizerischen Post eine von Fredi M. Murer kreierte Briefmarke. Bisher durften Emil Steinberger, Stephan Eicher, Nina Corti und Clown Dimitri eine eigene Marke gestalten.
Murer ist ein leidenschaftlicher Zeichner. Fast täglich arbeitet er in seinen persönlichen Skizzenbüchern. Manchmal sind es nur Fingerübungen, manchmal sind es Kommentare zu einem politischen oder sozialen Geschehen oder zu seinem Privatleben. 2010, fast zufällig zu seinem siebzigsten Geburtstag, erschien das Buch Fredi M. Murer als Zeichner, das knapp 700 Zeichnungen beinhaltet. (edition stephan witschi, ISBN 978-3-9523619-1-7)

## Filme
- 1962: Marcel
- 1965: Pazifik – oder die Zufriedenen
- 1965: Sylvan
- 1966: Chicorée (zusammen mit Urban Gwerder)
- 1966: Bernhard Luginbühl (über Bernhard Luginbühl)
- 1967: High and Heimkiller
- 1967: Centre Le Corbusier – 1967 – Das letzte Bauwerk von Le Corbusier, im Auftrag von Heidi Weber
- 1968: Swiss Made 2069
- 1969: Sadis – fiction
- 1969: Vision of a blind man
- 1972: Passagen – mit HR Giger und Li Tobler
- 1973: Christopher und Alexander
- 1974: Wir Bergler in den Bergen sind eigentlich nicht schuld, dass wir da sind
- 1979: Grauzone
- 1982: A New Face of Debbie Harry
- 1985: Höhenfeuer
- 1987: Sehen mit anderen Augen
- 1987: Jenatsch (Darsteller)
- 1990: Der grüne Berg
- 1991: Die verborgene Fiktion im Dokumentarfilm
- 1998: Vollmond
- 2004: Downtown Switzerland (Produktion, Regie, Buch)
- 2006: Vitus
- 2014: Liebe und Zufall[6]